# Proper
Proper (tudi Luka Sešek & Proper) je slovenska pop skupina iz Ljubljane, ki deluje od leta 2014. Trenutni člani so:
- Luka Sešek – glavni vokal
- Tine Lustek – kitara, spremljevalni vokal
- Jan Gerl – klaviature, harmonika, spremljevalni vokal
- Nejc Podobnik – bas, spremljevalni vokal
- Vid Ušeničnik – bobni

Zasedbo so prvotno sestavljali Tine Lustek, Peter Vode (cajon, glavni vokal), Jan Gerl in Matej Slavec (kontrabas), ki so bili vsi dijaki na Konservatoriju za glasbo in balet Ljubljana. Poleti 2015 so končali s snemanjem promocijskega CD-ja priredb. 15. januarja 2016 so nastopili na koncertu skupine Crvena jabuka ob njihovi tridesetletnici v ljubljanski Cvetličarni.
Jeseni 2016 sta se od skupine poslovila Vode in Slavec (prvi zaradi študija v Ameriki). Novi glavni vokalist je postal Luka Sešek, v tem času sta se pridružila še bobnar Primož Podobnik in basist Nejc Podobnik. Konec decembra so pod imenom Luka Sešek & Proper predstavili svojo prvo avtorsko skladbo »Ne pozabi, da si lepa«, za katero so posneli tudi videospot. Tej sta sledili »Rad bi jo videl« (maj 2017) in »Kaplje upanja« (december 2017). Junija 2017 so bili izglasovani za zmagovalce Anteninega coverja (serije priredb v izvedbi slovenskih izvajalcev na Radiu Antena) s priredbo »Scars to Your Beautiful«. To jih je spodbudilo, da so posneli video za priredbo pesmi »2U« Davida Guette in Justina Bieberja.
Leta 2018 so (kot Proper) nastopili na Emi s pesmijo »Ukraden cvet« in v finalu zasedli 5. mesto. Konec avgusta so izdali »Mladost«, ki je bila zadnja pesem, ki so jo na Youtubu objavili pod imenom Luka Sešek & Proper (odtlej samo še kot Proper). Z letom 2019 je Primoža Podobnika zamenjal Vid Ušeničnik. Maja 2019 so izdali svoj albumski prvenec Naprej, ki so ga predstavili na razprodanem koncertu v Festivalni dvorani Ljubljana 14. maja. Izid albuma so pospremili z mashupom dveh skladb Zale Kralj in Gašperja Šantla, »Sebi« in »Valovi«.

## Diskografija
Albumi
- 2019: Naprej

Singli
| Leto | Naslov                | Uradni videospot | Digitalni singel | Album  |
| ---- | --------------------- | ---------------- | ---------------- | ------ |
| 2016 | Ne pozabi, da si lepa | ✓                | ✓                | Naprej |
| 2017 | Rad bi jo videl       | ✓                | ✓                | Naprej |
| 2017 | Kaplje upanja         | ✓                | ✓                | Naprej |
| 2018 | Ukraden cvet          |                  | ✓                | Naprej |
| 2018 | Mladost               | ✓                |                  | Naprej |
| 2019 | Ko rosi               | ✓                |                  | Naprej |
| 2019 | Ti boš tam            | ✓                |                  | Naprej |
| 2020 | Pesem o njej          | ✓                |                  | Naprej |
| 2020 | Naprej                |                  |                  | Naprej |